# Duque de Lerma

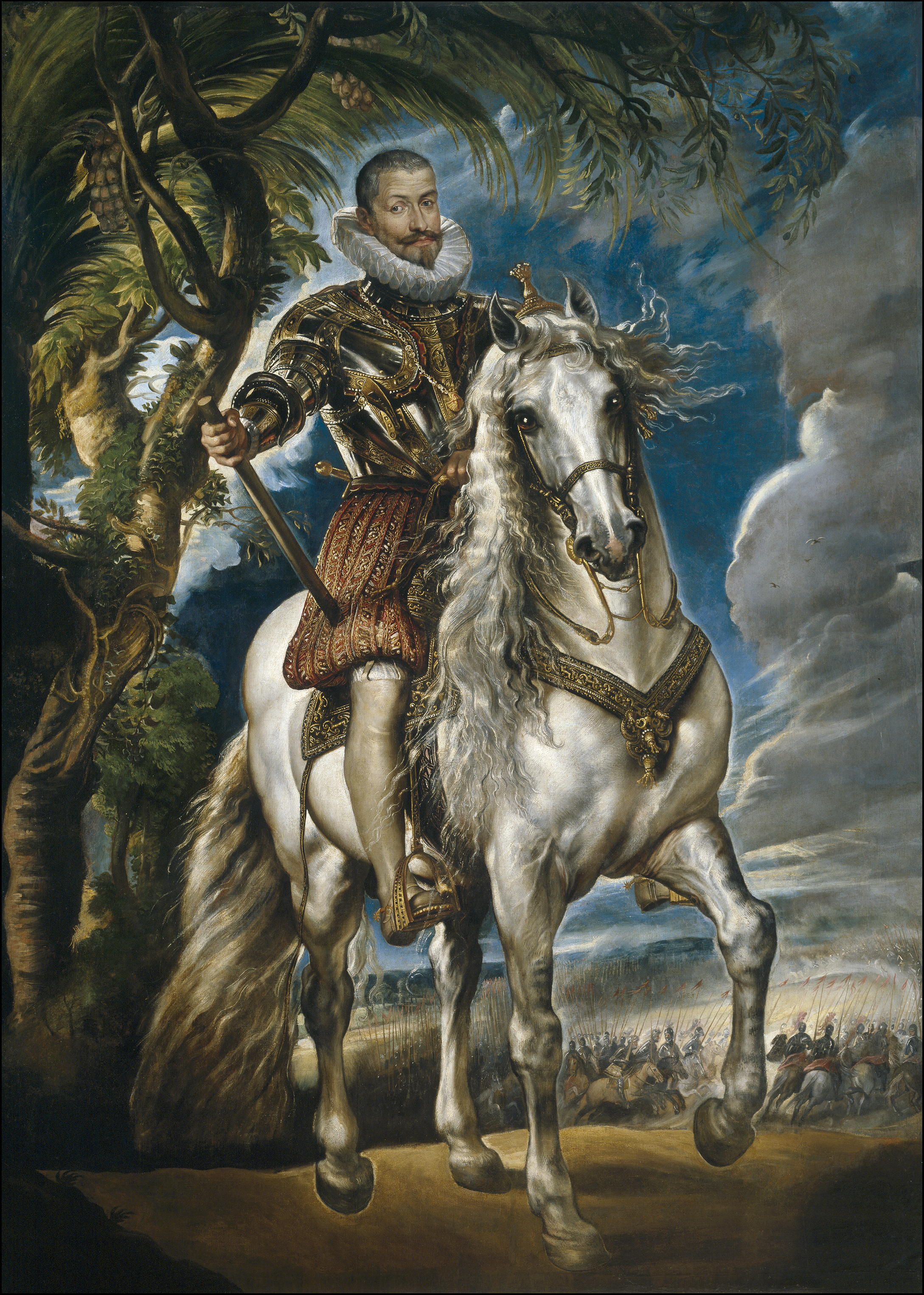
Francisco de Sandoval y Rojas, 1.º Duque de Lerma. Obra de Rubens.

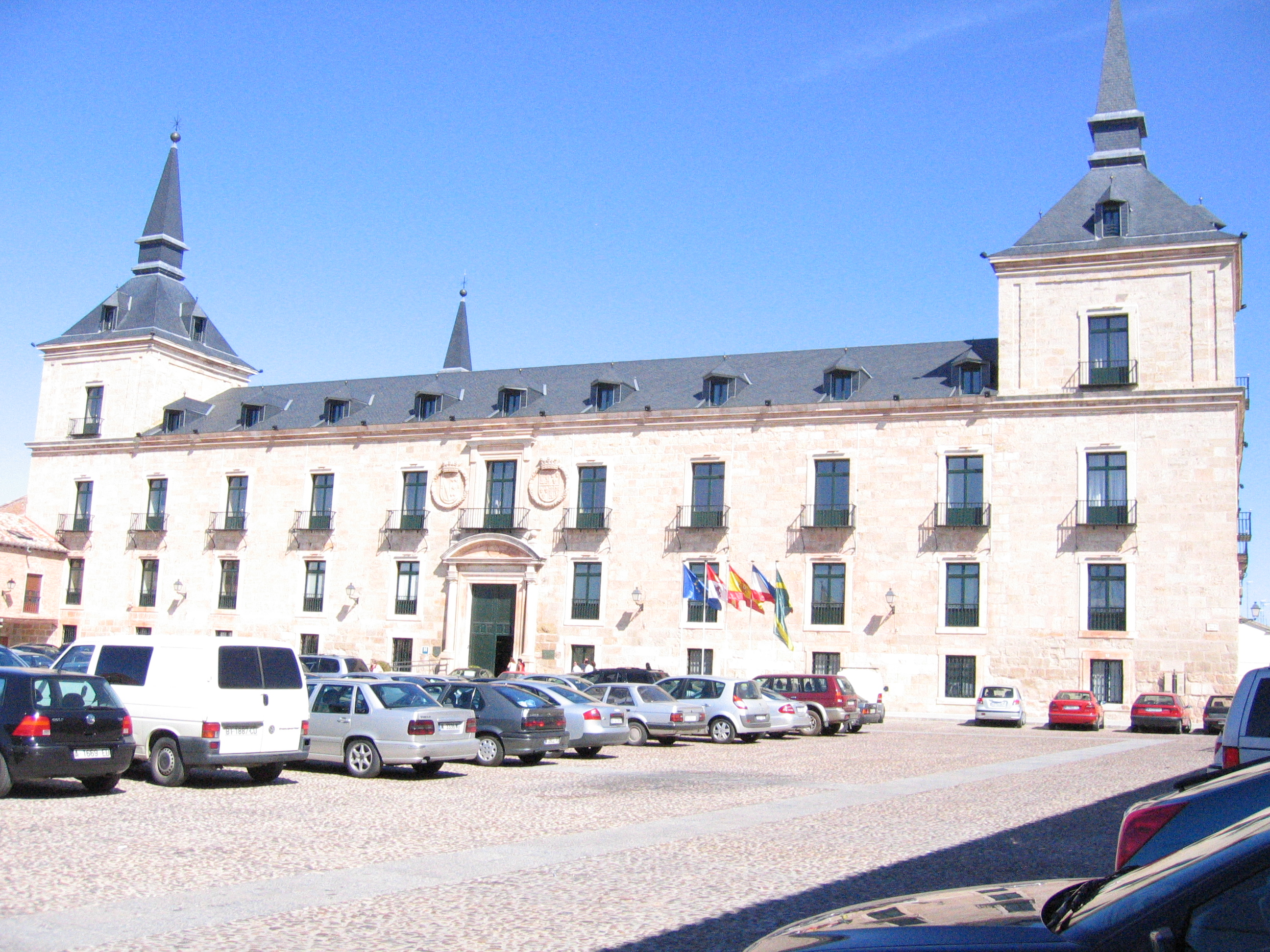
Palácio ducal de Lerma, na localidade de Lerma, (Burgos).

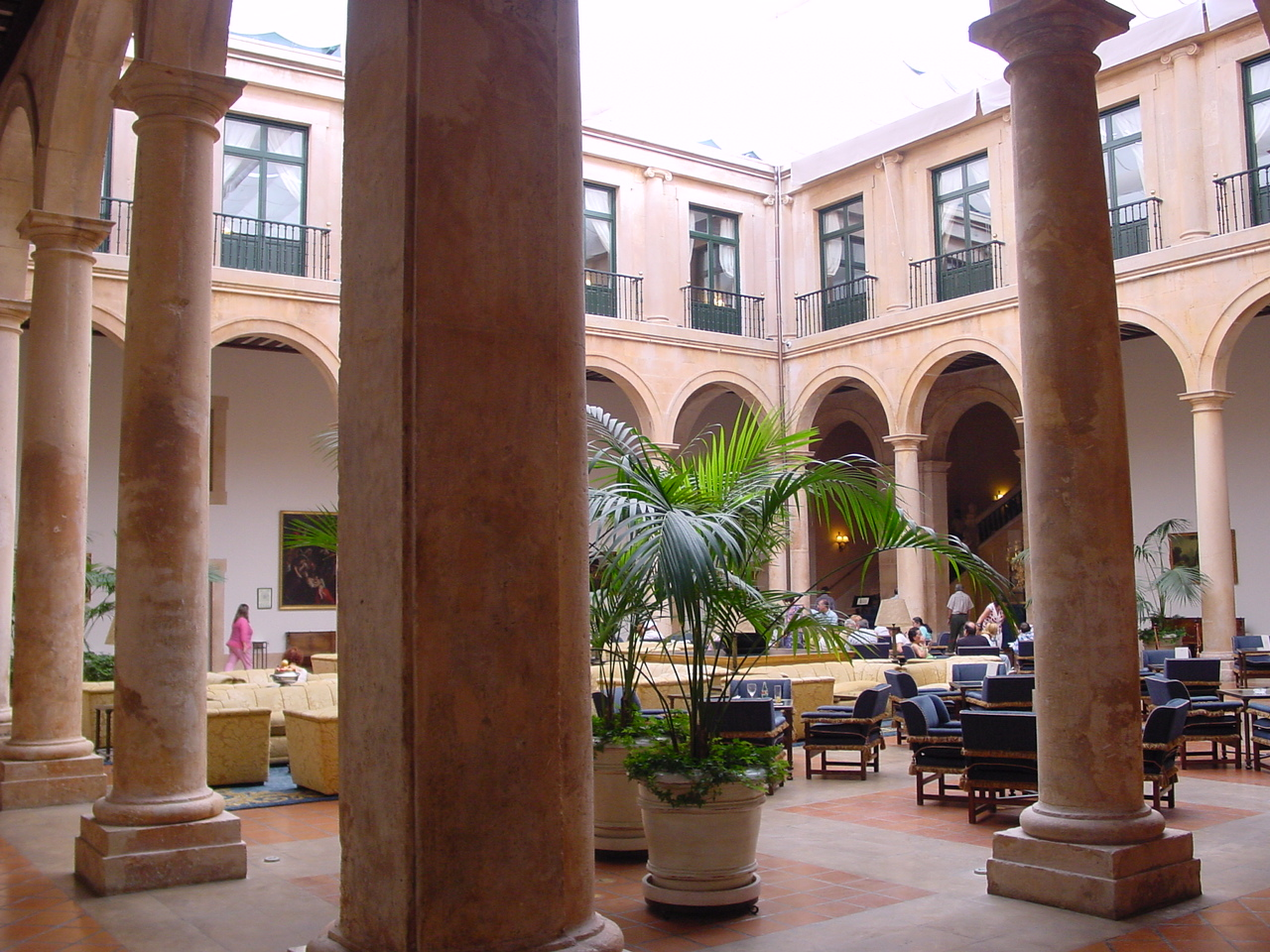
Pátio do palácio ducal, em Lerma (Burgos).

Duque de Lerma é um título nobiliárquico espanhol criado em 11 de novembro de 1599 pelo rei Filipe III de Espanha (Filipe II de Portugal), outorgado ao 5.º marquês de Denia e 4.º conde de Lerma, D. Francisco Gómez de Sandoval y Rojas, que tinha a sede dos seus estados na localidade de Lerma.
Em 2 de dezembro de 1726 Filipe V de Espanha concedeu a dignidade de Grande de Espanha ao portador deste título. 

## Lista dos duques de Lerma
1. Francisco Gómez de Sandoval y Rojas (1599-1635)
2. Francisco Gómez de Sandoval y Padilla (1625-1635
3. Mariana Gómez de Sandoval y Enríquez de Cabrera (1635-1651
4. Ambrosio de Aragón y Sandoval (1651-1659)
5. Catalina de Aragón y Sandoval (1660-1668)
6. Catalina Gómez de Sandoval y Mendoza (1668-1686)
7. Gregorio de Silva y Mendoza (1686-1693)
8. Juan de Dios de Silva y Haro (1693-1737)
9. María Francisca de Silva y Gutiérrez de los Ríos (1737-1770)
10. Pedro Alcántara Álvarez de Toledo y Silva (1770-1790)
11. Pedro Alcántara Álvarez de Toledo y Salm-Salm (1790-1841)
12. Pedro de Alcántara Tellez-Girón y Beaufort Spontin (1841-1844)
13. Mariano Téllez-Girón y Beaufort Spontin (1844-1882)
14. Fernando Fernández de Córdoba y Pérez de Barradas (1887-1936)
15. Luis Fernández de Córdoba y Salabert (1936-1952)
16. María de la Paz Fernández de Córdoba y Fernández de Henestrosa (1952-1997)
17. Fernando Larios y Fernández de Córdoba (n. 06/IV/1943), actual titular